# Paul Torres
Paul Torres est un coureur cycliste vénézuélien, né à Caracas le 21 novembre 1983.

## Palmarès
- 2004
  - 4e étape du Tour de Guadeloupe
- 2005
  - 2e et 3e étapes du Tour du Trujillo
- 2006
  - 6e et 8e étapes du Tour du Trujillo
  - 2e du Tour du Trujillo
- 2007
  - 3e du Clásico Virgen de la Consolación de Táriba
- 2008
  - 7e étape du Tour du Táchira
- 2009
  - 1re étape du Clásico Virgen de la Consolación de Táriba

## Classements mondiaux
| Année            | 2007 | 2008 | 2009 | 2010 | 2011 | 2012 |
| ---------------- | ---- | ---- | ---- | ---- | ---- | ---- |
| UCI America Tour | 414e | 254e |      |      | 370e | 393e |